# Elkport
Elkport és una població dels Estats Units a l'estat d'Iowa. Segons el cens del 2000 tenia 88 habitants.

## Demografia
Segons el cens del 2000, Elkport tenia 88 habitants, 33 habitatges, i 25 famílies. La densitat de població era de 178,8 habitants/km².
Dels 33 habitatges en un 45,5% hi vivien nens de menys de 18 anys, en un 60,6% hi vivien parelles casades, en un 6,1% dones solteres, i en un 24,2% no eren unitats familiars. En el 24,2% dels habitatges hi vivien persones soles el 12,1% de les quals corresponia a persones de 65 anys o més que vivien soles. El nombre mitjà de persones vivint en cada habitatge era de 2,67 i el nombre mitjà de persones que vivien en cada família era de 3,04.
Per edats la població es repartia de la següent manera: un 31,8% tenia menys de 18 anys, un 2,3% entre 18 i 24, un 28,4% entre 25 i 44, un 23,9% de 45 a 60 i un 13,6% 65 anys o més.
L'edat mediana era de 35 anys. Per cada 100 dones de 18 o més anys hi havia 114,3 homes.
La renda mediana per habitatge era de 24.375 $ i la renda mediana per família de 28.125 $. Els homes tenien una renda mediana de 23.750 $ mentre que les dones 17.500 $. La renda per capita de la població era d'11.518 $. Entorn del 10,5% de les famílies i el 6,9% de la població estaven per davall del llindar de pobresa.

## Poblacions més properes
El següent diagrama mostra les poblacions més properes.